# Hemicyclopora
Hemicyclopora is een mosdiertjesgeslacht uit de familie van de Escharellidae en de orde Cheilostomatida. De wetenschappelijke naam ervan is in 1894 voor het eerst geldig gepubliceerd door Norman. Het geslacht was aanvankelijk ingedeeld in de familie van de Romancheinidae.

## Soorten
- Hemicyclopora brevis Canu & Lecointre, 1930 †
- Hemicyclopora collarina Canu & Lecointre, 1930
- Hemicyclopora dentata Lopez & Garcia, 1991
- Hemicyclopora dimorpha Canu & Lecointre, 1930 †
- Hemicyclopora discrepans (Jullien in Jullien & Calvet, 1903)
- Hemicyclopora dissidens Gordon & Taylor, 2015 †
- Hemicyclopora emucronata (Smitt, 1872)
- Hemicyclopora inermis (Stoliczka, 1865) †
- Hemicyclopora labiosa (Jullien, 1903)
- Hemicyclopora labrata Hayward, 1994
- Hemicyclopora multispinata (Busk, 1861)
- Hemicyclopora noshiroensis Hayami, 1975 †
- Hemicyclopora parajuncta Canu & Bassler, 1917 †
- Hemicyclopora polita (Norman, 1864)
- Hemicyclopora steenhuisi (Lagaaij, 1952) †
- Hemicyclopora ventricosa Gordon & Taylor, 2015 †

### Synoniemen
- Hemicyclopora microstoma (Norman, 1864) => Temachia microstoma (Norman, 1864)